# Rafał Sikorski
Rafał Sikorski (ur. 1975) – polski prawnik, adwokat, doktor habilitowany nauk prawnych, specjalizuje się w prawie Unii Europejskiej, własności intelektualnej, konkurencji, prawie patentowym oraz prawie prywatnym międzynarodowym, nauczyciel akademicki Uniwersytetu im. Adama Mickiewicza w Poznaniu.

## Życiorys
Studia prawnicze ukończył na Wydziale Prawa i Administracji UAM. Ponadto w 2000 roku uzyskał tytuł LLM z zakresu międzynarodowych transakcji biznesowych na Central European University w węgierskim Budapeszcie. W 2005 otrzymał stopień doktorski na podstawie pracy pt. Umowy licencyjne o korzystanie z elektronicznych baz danych (promotorem był Marian Kępiński). Habilitował się w 2013 na podstawie oceny dorobku naukowego i rozprawy Funkcjonowanie zasobów patentowych w prawie konkurencji Unii Europejskiej. Od 2005 pracuje jako adiunkt w Katedrze Prawa Europejskiego na Wydziale Prawa i Administracji UAM. 

## Wybrane publikacje
- Licencje na korzystanie z elektronicznych baz danych, wyd. 2006, ISBN 83-7416-770-X
- Granice prawa autorskiego (współredaktor tomu wraz z J. Kępińskim i K. Klafkowską-Wiśniowską), wyd. 2010, ISBN 978-83-255-1101-2
- Konkurencja a własność intelektualna (współredaktor tomu wraz z J. Kępińskim i K. Klafkowską-Wiśniowską), wyd. 2011, ISBN 978-83-255-1584-3
- Prawa pokrewne (współredaktor tomu wraz z J. Kępińskim i K. Klafkowską-Wiśniowską), wyd. 2011, ISBN 978-83-255-3252-9
- Rynek farmaceutyczny a prawo własności intelektualnej (współredaktor tomu wraz z J. Kępińskim i K. Klafkowską-Wiśniowską), wyd. 2013, ISBN 978-83-255-5701-0
- Funkcjonowanie zasobów patentowych w prawie konkurencji Unii Europejskiej, wyd. 2013, ISBN 978-83-255-4621-2
- Własność intelektualna w obrocie elektronicznym (współredaktor tomu wraz z J. Kępińskim i K. Klafkowską-Wiśniowską), wyd. 2015, ISBN 978-83-255-7570-0
- ponadto rozdziały w pracach zbiorowych i artykuły publikowane w czasopismach prawniczych[2]